# If You've Got Trouble
"If You've Got Trouble" is een nummer van de Britse band The Beatles. Het werd in 1965 opgenomen voor het studioalbum Help!, maar verscheen pas in 1996 voor het eerst op het compilatiealbum Anthology 2.

## Achtergrond
"If You've Got Trouble" is geschreven door het gebruikelijke partnerschap Lennon-McCartney. Het nummer werd opgenomen op 18 februari 1965 en was een van de drie nummers waar de band die dag aan werkte, naast "You've Got to Hide Your Love Away" en "Tell Me What You See". Op 20 februari werd er van het nummer een mix in mono gemaakt.
"If You've Got Trouble" was bedoeld als het enige nummer op het album Help! dat gezongen zou worden door drummer Ringo Starr. The Beatles waren echter niet tevreden met de opname, en in plaats daarvan werd gekozen voor de cover "Act Naturally".
"If You've Got Trouble" werd in 1984 opnieuw geremixt in stereo voor het geplande album Sessions. Technicus Geoff Emerick wisselde de coupletten om en maakte het nummer twintig seconden korter. Sessions werd echter nooit uitgebracht. Deze versie werd regelmatig uitgebracht op bootlegalbums, voordat deze in 1996 officieel uitkwam op het compilatiealbum Anthology 2.